# الضبب (حبيش)

تعديل مصدري - تعديل

الضبب هي إحدى قرى عزلة قحزة بمديرية حبيش التابعة لمحافظة إب، بلغ تعداد سكانها 707 نسمة حسب تعداد اليمن لعام 2004.